# Азаркан, Маруан
Маруан Азаркан (нидерл. Marouan Azarkan; род. 8 декабря 2001 года, Роттердам, Нидерланды) — нидерландский футболист, нападающий клуба «Ан-Наср» (Дубай).

## Клубная карьера
Азаркан — воспитанник клуба «Фейеноорд» из своего родного города. 15 сентября 2019 в матче против АДО Ден Хааг он дебютировал в Эредивизи. В начале 2021 года для получения игровой практики Маруан был арендован НАК Бреда. 12 февраля в матче против «Эйндховена» он дебютировал в Эрстедивизи.
9 августа 2021 года перешёл на правах аренды в «Эксельсиор». В июле 2022 года арендное соглашение было продлено ещё на один сезон.
10 июля 2024 года перешёл в клуб из ОАЭ «Ан-Наср».